# HMS Encounter (1934)
HMS Encounter (Его Величества Корабль «Энкаунтер»), бортовой номер H10 — эскадренный миноносец типа E Королевского флота Великобритании.
«Энкаунтер» был заложен 15 марта 1933 года одновременно с однотипным Электрой на верфи Hawthorn Leslie Shipyard в Ньюкасле, и был спущен на воду 29 марта 1934 года, став 5-м кораблём под этим именем в Королевском флоте. Вступил в строй 2 ноября 1934 года. Стоимость постройки корабля составляла приблизительно 300 000 фунтов стерлингов. В частности, стоимость без вооружения и средств связи, устанавливаемых Адмиралтейством, составила 252 250 фунтов.

## Служба

### Предвоенная служба
После вступления в строй в 1934 году, «Энкаунтер» успел побывать в составе Средиземноморского флота. В 1936 году «Энкаунтер» выполнял задачи патрулирования по невмешательству в испанских водах в течение Гражданской войны в Испании.
А 1939 году эсминец вывели в резерв с командой резервистов на борту. Однако уже в августе 1939 года, в связи с угрозой предстоящей войны, на нём ввели штатную численность экипажа. Также он был переведён в состав 12-й флотилии эсминцев, базирующейся в Портленде. Тем не менее эсминец вместе с кораблями резерва участвовал в Королевском смотре в Веймутском заливе, который 26 августа принимал Король Георг VI.

### Ранний период Второй мировой войны
В начале Второй мировой войны «Энкаунтер» выполнял задачи по охране конвоев и патрулированию Юго-Западных подходов, базируясь в Милфордской гавани. В октябре эсминец получил штормовые повреждения и встал на ремонт в Девонпортской верфи.
По завершении ремонта в ноябре, корабль был переведён в Скапа-Флоу на Оркнейских островах, для действий в составе Home Fleet. В декабре и январе 1941 года корабль использовался для защиты конвоев и противолодочных патрулей в Северном море и Северо-Западных подходах.

### Норвегия
18 февраля 1940 года совместно с эсминцем «Бразен» вступил в охранение конвоя HN2 вместо эсминца «Даринг», который был торпедирован немецкой подводной лодкой «U-23» и затонул.
В марте эсминец переведён в Росайт для охранения прибрежных конвоев в Северном море и поддержки минно-загарадительных операций у берегов Норвегии. 4 апреля совместно с эсминцем «Гренаде» сопровождал танкер «British Lady» до Skaelfjord в Норвегии, чтобы заправлять корабли, участвующие в минных постановках — Операция «Wilfred». 12 апреля, по завершении операции, оставался у берегов Норвегии с кораблями Home Fleet’а, для поддержки операций в Норвегии.
24 апреля участвовал в прикрытии линкора «Уорспайт» с крейсерами, производящими обстрел Нарвика. Позже сопровождал авианосную группу во главе с авианосцем «Арк Ройал», которая обеспечивала воздушную поддержку в течение военной кампании в Норвегии — Операция «DX». После окончания операции был поставлен на плановый ремонт в док в Росайте. В июне, выйдя из ремонта, сел на мель и снова был поставлен в док в Ширнесс — 20 июня. Во время этого ремонта было установлено оборудование для размагничивания.

### В составе Соединения «H»
Со вступлением в войну Италии, эсминец был назначен на службу в 13-ю флотилию в Гибралтаре. 19 июля он проводил приёмочные испытания. Уже 20 июля он вышел в море, сопровождая войсковые транспорты «Reina del Pacifico» и «Clan Ferguson» до Гибралтара. 21 июля отделился для оказания помощи горевшему норвежскому пароходу «Kollskegg». 24 июля встретил авианосец «Аргус», также следующий в Гибралтар и усилил его эскорт. 30 июля они вместе прибыли туда, где «Энкаунтер» вошёл в состав флотилии, действующей совместно с Соединением «H».
Уже 31 июля корабль снова вышел в море, на этот раз Средиземное, сопровождая авианосец «Аргус», который нёс 12 истребителей «Харрикейн» — усиление истребительной авиации Мальты. Выполнялось это в рамках операции «Hurry». Корабли Соединения «H», обеспечивали её прикрытие. 2 августа авианосец запустил свои истребители, после чего вернулся в состав Соединения «H», которое также прикрывало рейд авианосца «Арк Ройал» на Кальяри — Операция «Crush». 4 августа все корабли благополучно вернулись в Гибралтар, после чего «Аргус» ушёл обратно в Великобританию.
В конце августа англичане предприняли очередную попытку снабжения Мальты (операция «Hats»). Суть операции заключалась в одновременной проводке конвоя на Мальту из Александрии, тогда как в саму Александрию, из Гибралтара, высылались подкрепления для Средиземноморского флота. «Энкаунтер» в составе Соединения «H» выходил 30 августа. Само Соединение, без боевых столкновений, вернулось 3 сентября.
Уже 5 сентября эсминец снова был вынужден выйти в море, на этот раз на поиски Соединения лёгких крейсеров Вишистской Франции, прорвавшихся из Тулона через Гибралтарский пролив в Атлантический океан. Поиски успеха не принесли, так как французские корабли, используя высокою скорость успешно достигли Дакара.
В октябре, эсминец, базируясь на Гибралтаре занимался защитой конвоев и противолодочными патрулями, в одном из которых по ошибке атаковал у мыса Сент-Винсент английскую подводную лодку «Атмоуст», которая смогла достичь Гибралтара, но была вынуждена встать на ремонт.
В ноябре эсминец включили в состав Соединения «F» и 7 ноября вместе с ним вышел для прикрытия выполнения очередной операции (операция «Coat») — проводки новых подкреплений флоту в Александрии. В ходе операции эсминец получил повреждения, из-за которых, по прибытии 9 ноября в Гибралтар был вынужден встать на ремонт.
25 ноября очередной выход, на этот раз прикрытие операции «Collar» в составе Соединения «B». Во время операции произошло боевое столкновение с Итальянским флотом, известное как Бой у мыса Теулада. 29 ноября корабль вместе с соединением вернулся в Гибралтар, после чего опять выполнял обязанности по охране конвоев.
19 декабря возвращён в состав Соединения «H» и 20 декабря вышел вместе с ним для встречи конвоя с Мальты MG-1 (Операция «Hide»). Встретив конвой и линкор «Малайя», эсминец 24 декабря вернулся в Гибралтар.
В январе 1941 года корабль совместно с флотилией прикрывал переход авианосца «Фьюриес» до Фритауна, а позже и Такоради. Последний был пунктом, откуда истребители, доставленные авианосцем, своим ходом, через Африканский континент, добирались до Египта.
В феврале эсминец снова в составе Соединения «H». 6 февраля он вышел в составе Группы 2, эскортирующей авианосец «Арк Ройал», линкор «Малайя», линейный крейсер «Ринаун» и крейсер «Шеффилд», наносящих артиллерийский удар по Генуе в рамках операции «Grog». 9 февраля соединение благополучно вернулось в Гибралтар, после чего «Энкаунтер» был назначен в состав сил Средиземноморского флота.

### В составе Средиземноморского флота
24 февраля эсминец в паре с эсминцем «Айсис» направился в Аден вокруг мыса Доброй Надежды. Во время перехода они попутно эскортировали конвой. По прибытии в марте в Аден, эсминец временно исполнял обязанности конвоира местных конвоев до апреля, пока наконец 12 апреля не прибыл на новое место своей службы — в Александрию.
Первой операцией в составе Средиземноморского флота был выход 18 апреля в рамках операции «MD3» — Артиллерийский обстрел Триполи с одновременной проводкой на Мальту транспорта «Breconshire». 19 апреля эсминцы дозаправились в бухте Суда, на Крите. 20 апреля эсминец отделили от состава флота и приказали эскортировать «Бреконшир» непосредственно до Мальты, куда они и прибыли 21 апреля, а эсминец был поставлен на ремонт в док № 2 Мальты. Поскольку в это время Мальта подвергалась авианалетом авиации стран Оси, то 29 апреля эсминец был поврежден близким разрывом авиабомбы. 30 августа эсминец снова получил повреждения, на этот раз серьёзные — бомбой был поврежден корпус. В результате ремонт удлинился по срокам. 16 мая в ремонтирующийся корабль опять попала бомба — были повреждены все три котельных отделения и турбины крейсерского хода. Весь июнь и большую часть июля корабль готовили к самостоятельному переходу в Гибралтар, где бы он смог закончить свой ремонт и наконец 24 июля эсминец смог покинуть гавань попутно сопровождая 3 транспорта из 6-и конвоя MG 1. По пути конвой был атакован авиацией юго-западнее Сардинии, причём одно из судов конвоя было повреждено авиаторпедой. Тем не менее и конвой и эсминец дошли до Гибралтара, последний 26 июля.
Но уже 31 июля «Энкаунтер» снова вышел в море для прикрытия новой поставки на Мальту — операция «Style». Вернулся в Гибралтар 4 августа и тогда же, уже достаточно потрёпанный эсминец был выбран для службы в Сингапуре.
Но пока он продолжал выполнять службу в европейских водах. В частности, 9 августа сопровождал конвой HG-70 в Великобританию. Во время его охраны сумел поучаствовать в противолодочной операции. 13 августа вернулся в Гибралтар.
21 августа поучаствовал в своей последней операции с Соединением «H» — операции «Mincemeat» — Прикрытие минных постановок у Ливорно и проводка 2-х транспортных судов возвращающихся с Мальты. По прибытии 26 августа в Гибралтар, направлен в Великобританию. 31 августа, совместно с линейным крейсером «Рипалс» и эсминцем «Нестор» был включен в состав войскового конвоя WS11, формируемого в Клайде.